# Kedrostis hirta
Kedrostis hirta är en gurkväxtart som beskrevs av W.J.de Wilde och Duyfjes. Kedrostis hirta ingår i släktet Kedrostis och familjen gurkväxter. Inga underarter finns listade i Catalogue of Life.